# Liste antiker Ortsnamen und geographischer Bezeichnungen
Die Liste antiker Ortsnamen und geographischer Bezeichnungen enthält gegenwärtig alle Lemmata aus dem 1854 erschienenen Dictionary of Greek and Roman Geography des englischen Lexikografen William Smith. Bei der Sortierung und Seitengliederung werden die lateinischen Namen zugrunde gelegt und die Buchstaben I/J und U/V unterschieden.

## Legende
Namelateinischer Name
griechischgriechischer Name
BeschreibungArt des geographischen Objekts (Stadt, Gewässer, Landschaft etc.)
heuteheutiger Name, sofern bekannt
Quellen und Verweiseantike Quellen und Verweise auf andere Online-Referenzwerke. Dabei ist:
REArtikel aus Paulys Realencyclopädie der classischen Altertumswissenschaft auf Wikisource
PECSRichard Stillwell u. a. (Hrsg.): The Princeton encyclopedia of classical sites. Princeton University Press, Princeton, N.J. 1976 im Perseus Project
PleiadesEinträge in der Pleiades-Datenbank zur antiken Geographie
SmithDictionary of Greek and Roman Geography im Perseus Project